# Williamsburg (Brooklyn)

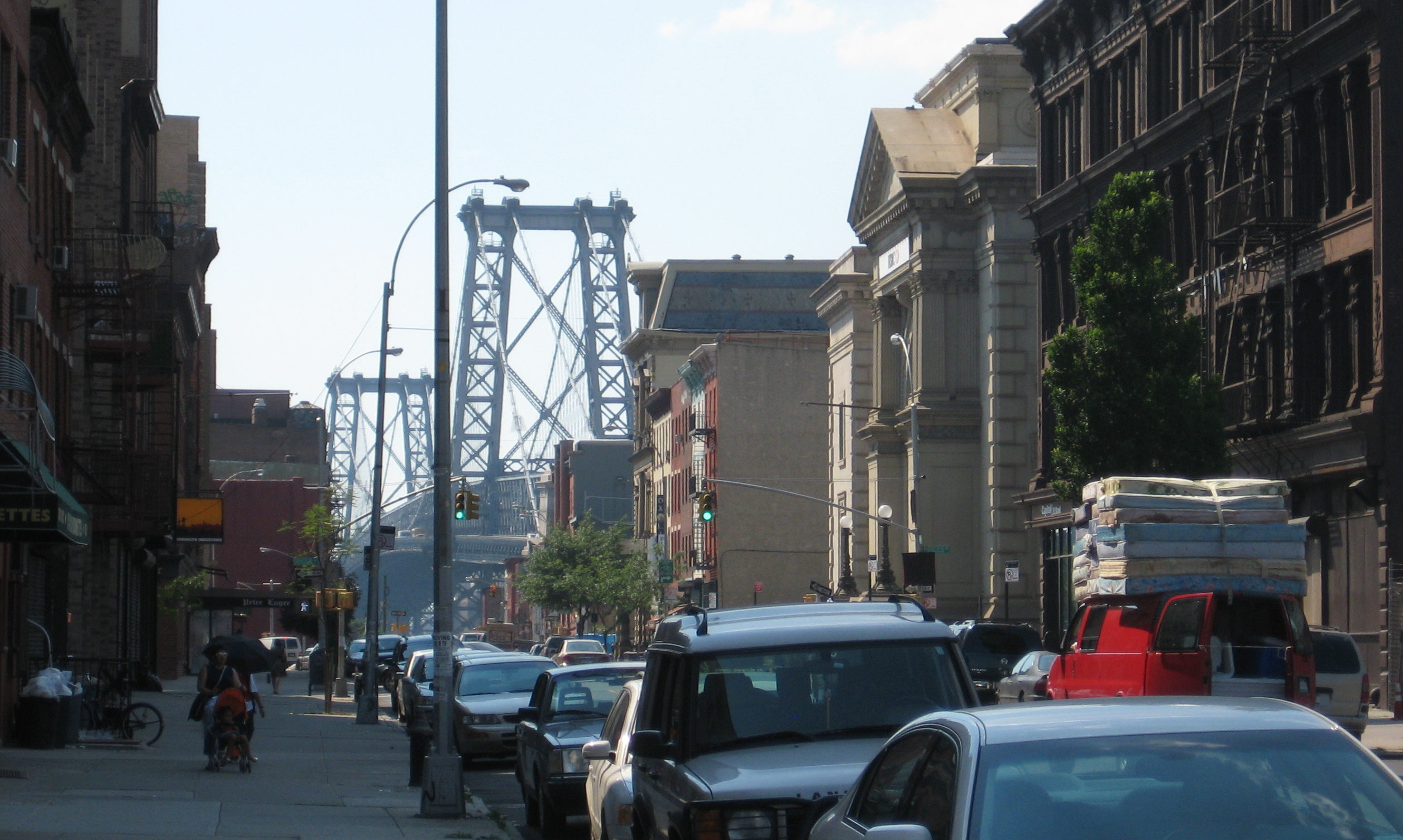
Vista de Broadway i del pont de Williamsburg

Williamsburg és un barri del borough novaiorquès de Brooklyn, i està situat entre Greenpoint, Bedford-Stuyvesant, i Bushwick. El barri forma part del precinte 90°, i és patrullat pel Departament de Policia de Nova York (NYPD). En el Consell de la Ciutat la part occidental del barri i la septentrional pertanyen al Districte 33è, i la part oriental del barri pertany al Districte 34è.

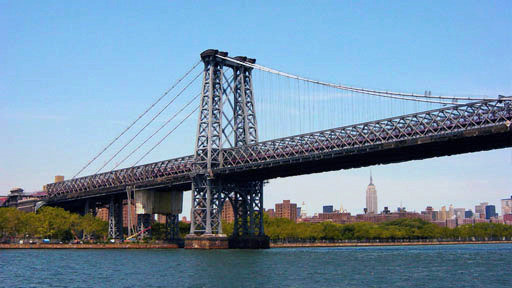
Vista del pont de Williamsburg

Molts grups ètnics tenen enclavaments dins de Williamsburg, entre ells estan els alemanys, els jueus jasídics, els italians, porto-riquenys, i dominicans. El barri també és un potent iman que atrau als joves que es mouen a la ciutat, i punt influencial del indie rock, i de l'anomenada cultura hipster. Williamsburg és llar d'una puixant comunitat d'art, associada principalment al llarg de l'Avinguda Bedford. Williamsburg és vista com a lloc d'immigrants, i com una comunitat de la tribu urbana hipster. Tanmateix, en la segona dècada del segle xxi, la gentrificació s'ha estès per Williamsburg, convertint el barri en una extensió de Manhattan, amb habitatges de luxe, bars, restaurants, i locals de diversió cars, que han escombrat l'esperit creatiu del moviment Fes-ho tu mateix. Molts artistes i músics s'han traslladat a altres barris o a fora de la ciutat, i a finals de l'any 2014 va tenir lloc el tancament de les tres sales de concerts més emblemàtiques del barri, a causa de la pressió immobiliària, i a la pujada dels lloguers.